# Дмитриченко, Николай Фёдорович
Николай Фёдорович Дмитриченко — ректор Национального транспортного университета, заведующий кафедрой производства, ремонта и материаловедения, доктор технических наук, профессор, Заслуженный деятель науки и техники Украины, Лауреат Государственной премии Украины в области науки и техники, действительный член Академии педагогических наук Украины (2016), Президент Транспортной Академии Украины.

## Биография
Родился 19 декабря 1952 в городе Снятыне Ивано-Франковской области в семье учителей. В 1976 году окончил с отличием механический факультет Киевского института инженеров гражданской авиации, где прошёл путь от аспиранта, ассистента до профессора, заведующего кафедрой, проректора университета.
В 2000—2002 годах занимал должность начальника департамента высшего образования Министерства образования и науки Украины. Входил в состав комиссии специалистов по разработке проекта закона Украины «О высшем образовании», Концепции развития дистанционного образования на Украине и других законодательно-нормативных актов в сфере высшего образования. С 2003 года — ректор Национального транспортного университета и заведующий кафедрой производства, ремонта и материаловедения.
Известный специалист в области машиноведения. Автор и соавтор свыше 250 научных трудов, в частности монографии «Эластогидродинамика: теория и практика», учебных пособий: «Высшее образование и Болонский процесс», «Триботехника и основы надёжности машин». Разработчик ряда новых методов повышения износостойкости и надёжности машин.
Проходил стажировку в высших учебных заведениях Великобритании, США и Канады. Свободно владеет английским языком.
Женат. Имеет двоих детей — сына и дочь.

## Награды
Полный кавалер ордена «За заслуги».